# Золотой глобус (премия, 1984)
41-я церемония вручения наград премии «Золотой глобус»

28 января 1984 года
Лучший фильм (драма): 

«Язык нежности»
Лучший фильм (комедия или мюзикл): 

«Йентл»
Лучший драматический сериал: 

«Династия»
Лучший сериал (комедия или мюзикл): 

«Слава»
Лучший мини-сериал или фильм на ТВ: 

«Поющие в терновнике»
< 40-я Церемонии вручения 42-я >
41-я церемония вручения наград премии «Золотой глобус» за заслуги в области кино и телевидения за 1983 год состоялась 28 января 1984 года в Beverly Hilton Hotel (Лос-Анджелес, Калифорния, США). Номинанты были объявлены 9 января 1984 года.

## Список лауреатов и номинантов
Победители выделены отдельным цветом. 

### Игровое кино
| Категории                             | Лауреаты и номинанты                                                                                    | Лауреаты и номинанты                                                                                    |
| ------------------------------------- | --- | --- |
| Лучший фильм (драма)                  | • Язык нежности / Terms of Endearment (Джеймс Л. Брукс)                                                 | • Язык нежности / Terms of Endearment (Джеймс Л. Брукс)                                                 |
| Лучший фильм (драма)                  | • Рубен, Рубен / Reuben, Reuben (Джулиус Джей Эпстейн)                                                  | |
| Лучший фильм (драма)                  | • Парни что надо / The Right Stuff (Роберт Чартофф)                                                     | |
| Лучший фильм (драма)                  | • Силквуд / Silkwood (Майкл Хаусман)                                                                    | |
| Лучший фильм (драма)                  | • Нежное милосердие / Tender Mercies (Филип Хобел)                                                      | |
| Лучший фильм (комедия или мюзикл)     | • Йентл / Yentl                                                                                         | • Йентл / Yentl                                                                                         |
| Лучший фильм (комедия или мюзикл)     | • Танец-вспышка / Flashdance                                                                            | |
| Лучший фильм (комедия или мюзикл)     | • Зелиг / Zelig                                                                                         | |
| Лучший фильм (комедия или мюзикл)     | • Поменяться местами / Trading Places                                                                   | |
| Лучший фильм (комедия или мюзикл)     | • Большое разочарование / The Big Chill                                                                 | |
| Лучшая режиссура                      | | • Барбра Стрейзанд за фильм «Йентл»                                                                     |
| Лучшая режиссура                      | • Брюс Бересфорд — «Нежное милосердие»                                                                  | |
| Лучшая режиссура                      | • Ингмар Бергман — «Фанни и Александр»                                                                  | |
| Лучшая режиссура                      | • Джеймс Л. Брукс — «Язык нежности»                                                                     | |
| Лучшая режиссура                      | • Майк Николс — «Силквуд»                                                                               | |
| Лучшая режиссура                      | • Питер Йетс — «Костюмер»                                                                               | |
| Лучший актёр в драматическом фильме   | Роберт Дюваль                                                                                           | • Роберт Дюваль — «Нежное милосердие» (за роль Мака Следжа)                                             |
| Лучший актёр в драматическом фильме   | Роберт Дюваль                                                                                           | • Том Кортни — «Костюмер» (за роль Нормана)                                                             |
| Лучший актёр в драматическом фильме   | Роберт Дюваль                                                                                           | • Том Конти — «Рубен, Рубен» (за роль Гоуэна МакГлэнда)                                                 |
| Лучший актёр в драматическом фильме   | Роберт Дюваль                                                                                           | • Ричард Фарнсуорт — «Серый Лис» (англ.) (за роль Билла Майнера / Джорджа Эдвардса)                     |
| Лучший актёр в драматическом фильме   | Роберт Дюваль                                                                                           | • Альберт Финни — «Костюмер» (за роль «Сэра»)                                                           |
| Лучший актёр в драматическом фильме   | Роберт Дюваль                                                                                           | • Аль Пачино — «Лицо со шрамом» (за роль Тони Монтаны)                                                  |
| Лучший актёр в драматическом фильме   | Роберт Дюваль                                                                                           | • Эрик Робертс — «Звезда-80» (за роль Пола Снайдера)                                                    |
| Лучшая актриса в драматическом фильме | Ширли Маклейн                                                                                           | • Ширли Маклейн — «Язык нежности» (за роль Авроры Гринуэй)                                              |
| Лучшая актриса в драматическом фильме | Ширли Маклейн                                                                                           | • Джейн Александер — «Завещание» (англ.) (за роль Кэрол Уэтерли)                                        |
| Лучшая актриса в драматическом фильме | Ширли Маклейн                                                                                           | • Бонни Беделиа — «Сердце, как колесо» (англ.) (за роль Ширли Мальдоуни)                                |
| Лучшая актриса в драматическом фильме | Ширли Маклейн                                                                                           | • Мерил Стрип — «Силквуд» (за роль Карен Силквуд)                                                       |
| Лучшая актриса в драматическом фильме | Ширли Маклейн                                                                                           | • Дебра Уингер — «Язык нежности» (за роль Эммы Гринуэй Хортон)                                          |
| Лучший актёр в комедии или мюзикле    | Майкл Кейн                                                                                              | • Майкл Кейн — «Воспитание Риты» (за роль Фрэнка Брайанта)                                              |
| Лучший актёр в комедии или мюзикле    | Майкл Кейн                                                                                              | • Вуди Аллен — «Зелиг» (за роль Леонарда Зелига)                                                        |
| Лучший актёр в комедии или мюзикле    | Майкл Кейн                                                                                              | • Том Круз — «Рискованный бизнес» (за роль Джоэла Гудсена)                                              |
| Лучший актёр в комедии или мюзикле    | Майкл Кейн                                                                                              | • Эдди Мёрфи — «Поменяться местами» (за роль Билли Рея Валентайна)                                      |
| Лучший актёр в комедии или мюзикле    | Майкл Кейн                                                                                              | • Мэнди Патинкин — «Йентл» (за роль Авигдора)                                                           |
| Лучшая актриса в комедии или мюзикле  | | • Джули Уолтерс — «Воспитание Риты» (за роль Сьюзен «Риты» Уайт)                                        |
| Лучшая актриса в комедии или мюзикле  | • Энн Бэнкрофт — «Быть или не быть» (за роль Анны Бронски)                                              | |
| Лучшая актриса в комедии или мюзикле  | • Дженнифер Билз — «Танец-вспышка» (за роль Александры «Алекс» Оуэнс)                                   | |
| Лучшая актриса в комедии или мюзикле  | • Линда Ронстадт — «Пираты Пензанса» (англ.) (за роль Мейбл)                                            | |
| Лучшая актриса в комедии или мюзикле  | • Барбра Стрейзанд — «Йентл» (за роль Йентл Мендель)                                                    | |
| Лучший актёр второго плана            | Джек Николсон                                                                                           | • Джек Николсон — «Язык нежности» (за роль Гарретта Бридлава)                                           |
| Лучший актёр второго плана            | Джек Николсон                                                                                           | • Стивен Бауэр — «Лицо со шрамом» (за роль Маноло «Манни» Риберы)                                       |
| Лучший актёр второго плана            | Джек Николсон                                                                                           | • Чарльз Дёрнинг — «Быть или не быть» (за роль полковника Эрхардта)                                     |
| Лучший актёр второго плана            | Джек Николсон                                                                                           | • Джин Хэкмен — «Под огнём» (за роль Алекса Грэйзера)                                                   |
| Лучший актёр второго плана            | Джек Николсон                                                                                           | • Курт Рассел — «Силквуд» (за роль Дрю Стивена)                                                         |
| Лучшая актриса второго плана          | Шер | • Шер — «Силквуд» (за роль Долли Пелликер)                                                              |
| Лучшая актриса второго плана          | Шер | • Барбара Каррера — Никогда не говори «никогда» (за роль Фатимы Блаш)                                   |
| Лучшая актриса второго плана          | Шер | • Тесс Харпер — «Нежное милосердие» (за роль Розы Ли)                                                   |
| Лучшая актриса второго плана          | Шер | • Линда Хант — «Год опасной жизни» (за роль Билли Квана)                                                |
| Лучшая актриса второго плана          | Шер | • Йоанна Пакула — «Парк Горького» (за роль Ирины Азановой)                                              |
| Лучший сценарий                       | Джеймс Л. Брукс                                                                                         | • Джеймс Л. Брукс — «Язык нежности»                                                                     |
| Лучший сценарий                       | Джеймс Л. Брукс                                                                                         | • Барбара Бенедек, (Лоуренс Кэздан) — «Большое разочарование»                                           |
| Лучший сценарий                       | Джеймс Л. Брукс                                                                                         | • Джулиус Джей Эпстейн — «Рубен, Рубен»                                                                 |
| Лучший сценарий                       | Джеймс Л. Брукс                                                                                         | • Рональд Харвуд — «Костюмер»                                                                           |
| Лучший сценарий                       | Джеймс Л. Брукс                                                                                         | • Уилли Расселл — «Воспитание Риты»                                                                     |
| Лучшая музыка к фильму                | Джорджо Мородер                                                                                         | • Джорджо Мородер — «Танец-вспышка»                                                                     |
| Лучшая музыка к фильму                | Джорджо Мородер                                                                                         | • Алан Бергман, (Мишель Легран, Мэрилин Бергман) — «Йентл»                                              |
| Лучшая музыка к фильму                | Джорджо Мородер                                                                                         | • Стюарт Коупленд — «Бойцовая рыбка»                                                                    |
| Лучшая музыка к фильму                | Джорджо Мородер                                                                                         | • Джерри Голдсмит — «Под огнём»                                                                         |
| Лучшая музыка к фильму                | Джорджо Мородер                                                                                         | • Джорджо Мородер — «Лицо со шрамом» (саундтрек)                                                        |
| Лучшая песня                          | • Flashdance… What a Feeling — «Танец-вспышка» — музыка: Джорджо Мородер, слова: Кит Форси и Айрин Кара | • Flashdance… What a Feeling — «Танец-вспышка» — музыка: Джорджо Мородер, слова: Кит Форси и Айрин Кара |
| Лучшая песня                          | • Far from Over — «Остаться в живых» — музыка и слова: Винс ДиКола и Фрэнк Сталлоне                     | |
| Лучшая песня                          | • Maniac — «Танец-вспышка» — музыка и слова: Майкл Сембелло и Деннис Маткоски                           | |
| Лучшая песня                          | • Over You — «Нежное милосердие» — музыка и слова: Остин Робертс и Бобби Харт                           | |
| Лучшая песня                          | • The Way He Makes Me Feel — «Йентл» — музыка: Мишель Легран, слова: Алан Бергман и Мэрилин Бергман     | |
| Лучший иностранный фильм              | • Фанни и Александр / Fanny och Alexander (Швеция)                                                      | • Фанни и Александр / Fanny och Alexander (Швеция)                                                      |
| Лучший иностранный фильм              | • Кармен / Carmen (Испания)                                                                             | |
| Лучший иностранный фильм              | • Костюмер / The Dresser (Великобритания)                                                               | |
| Лучший иностранный фильм              | • Воспитание Риты / Educating Rita (Великобритания)                                                     | |
| Лучший иностранный фильм              | • Серый Лис / The Grey Fox (Канада)                                                                     | |

### Телевизионные награды
| Категории                                                               | Лауреаты и номинанты                                                                     | Лауреаты и номинанты                                                      |
| ----------------------------------------------------------------------- | ---------------------------------------------------------------------------------------- | ------------------------------------------------------------------------- |
| Лучший телевизионный сериал (драма)                                     | • Династия / Dynasty                                                                     | • Династия / Dynasty                                                      |
| Лучший телевизионный сериал (драма)                                     | • Кегни и Лейси / Cagney & Lacey                                                         |                                                                           |
| Лучший телевизионный сериал (драма)                                     | • Даллас / Dallas                                                                        |                                                                           |
| Лучший телевизионный сериал (драма)                                     | • Супруги Харт / Hart to Hart                                                            |                                                                           |
| Лучший телевизионный сериал (драма)                                     | • Блюз Хилл стрит / Hill Street Blues                                                    |                                                                           |
| Лучший телевизионный сериал (комедия или мюзикл)                        | • Слава / Fame                                                                           | • Слава / Fame                                                            |
| Лучший телевизионный сериал (комедия или мюзикл)                        | • Буффало Билл / Buffalo Bill                                                            |                                                                           |
| Лучший телевизионный сериал (комедия или мюзикл)                        | • Весёлая компания / Cheers                                                              |                                                                           |
| Лучший телевизионный сериал (комедия или мюзикл)                        | • Ньюхарт / Newhart                                                                      |                                                                           |
| Лучший телевизионный сериал (комедия или мюзикл)                        | • Такси / Taxi                                                                           |                                                                           |
| Лучший мини-сериал или телефильм                                        | • Поющие в терновнике / The Thorn Birds                                                  | • Поющие в терновнике / The Thorn Birds                                   |
| Лучший мини-сериал или телефильм                                        | • Стальное сердце / Heart of Steel                                                       |                                                                           |
| Лучший мини-сериал или телефильм                                        | • Кеннеди / Kennedy                                                                      |                                                                           |
| Лучший мини-сериал или телефильм                                        | • Кто полюбит моих детей? / Who Will Love My Children?                                   |                                                                           |
| Лучший мини-сериал или телефильм                                        | • Ветры войны / The Winds of War                                                         |                                                                           |
| Лучший актёр в драматическом телесериале                                |                                                                                          | • Джон Форсайт — «Династия» (за роль Блейка Кэррингтона)                  |
| Лучший актёр в драматическом телесериале                                | • Джеймс Бролин — «Отель» (за роль Питера МакДермотта)                                   |                                                                           |
| Лучший актёр в драматическом телесериале                                | • Том Селлек — «Частный детектив Магнум» (за роль детектива Томаса Магнума)              |                                                                           |
| Лучший актёр в драматическом телесериале                                | • Дэниел Дж. Траванти — «Блюз Хилл стрит» (за роль капитана Фрэнка Фурилло)              |                                                                           |
| Лучший актёр в драматическом телесериале                                | • Роберт Вагнер — «Супруги Харт» (за роль Джонатана Харта)                               |                                                                           |
| Лучшая актриса в драматическом телесериале                              |                                                                                          | • Джейн Уайман — «Фэлкон Крест» (за роль Анжелы Чаннинг)                  |
| Лучшая актриса в драматическом телесериале                              | • Джоан Коллинз — «Династия» (за роль Алексис Кэррингтон Колби)                          |                                                                           |
| Лучшая актриса в драматическом телесериале                              | • Тайн Дейли — «Кегни и Лейси» (за роль детектива Мэри Бет Лейси)                        |                                                                           |
| Лучшая актриса в драматическом телесериале                              | • Линда Эванс — «Династия» (за роль Кристл Кэррингтон)                                   |                                                                           |
| Лучшая актриса в драматическом телесериале                              | • Стефани Пауэрс — «Супруги Харт» (за роль Дженнифер Харт)                               |                                                                           |
| Лучший актёр в телесериале (комедия или мюзикл)                         |                                                                                          | • Джон Риттер — «Трое — это компания» (за роль Джека Триппера)            |
| Лучший актёр в телесериале (комедия или мюзикл)                         | • Дэбни Коулмен — «Буффало Билл» (за роль «Буффало» Билла Биттингера)                    |                                                                           |
| Лучший актёр в телесериале (комедия или мюзикл)                         | • Тед Дэнсон — «Весёлая компания» (за роль Сэма Мэлоуна)                                 |                                                                           |
| Лучший актёр в телесериале (комедия или мюзикл)                         | • Роберт Гийом — «Бенсон» (англ.) (за роль Бенсона Дюбуа)                                |                                                                           |
| Лучший актёр в телесериале (комедия или мюзикл)                         | • Боб Ньюхарт — «Ньюхарт» (за роль Дика Лоудона)                                         |                                                                           |
| Лучшая актриса в телесериале (комедия или мюзикл)                       |                                                                                          | • Джоанна Кэссиди — «Буффало Билл» (за роль Джо Джо Уайт)                 |
| Лучшая актриса в телесериале (комедия или мюзикл)                       | • Дебби Аллен — «Слава» (за Лидии Грант)                                                 |                                                                           |
| Лучшая актриса в телесериале (комедия или мюзикл)                       | • Мэдлин Кан — «О, Мэдлин» (англ.) (за роль Мэдлин Уэйн)                                 |                                                                           |
| Лучшая актриса в телесериале (комедия или мюзикл)                       | • Шелли Лонг — «Весёлая компания» (за роль Дайан Чемберс)                                |                                                                           |
| Лучшая актриса в телесериале (комедия или мюзикл)                       | • Изабель Санфорд — «Джефферсоны» (за роль Луизы Джефферсон)                             |                                                                           |
| Лучший актёр в мини-сериале или телефильме                              |                                                                                          | • Ричард Чемберлен — «Поющие в терновнике» (за роль Ральфа де Брикассара) |
| Лучший актёр в мини-сериале или телефильме                              | • Роберт Блейк — «Кровная вражда» (англ.) (за роль Джеймса Р. «Джимми» Хоффы)            |                                                                           |
| Лучший актёр в мини-сериале или телефильме                              | • Луис Госсетт мл. — «Садат» (англ.) (за роль Анвара ас-Садата)                          |                                                                           |
| Лучший актёр в мини-сериале или телефильме                              | • Мартин Шин — «Кеннеди» (за роль Джона Ф. Кеннеди)                                      |                                                                           |
| Лучший актёр в мини-сериале или телефильме                              | • Питер Штраусс — «Стальное сердце» (за роль Эмори)                                      |                                                                           |
| Лучшая актриса в мини-сериале или телефильме                            |                                                                                          | • Энн-Маргрет — «Кто полюбит моих детей?» (за роль Люсиль Фрей)           |
| Лучшая актриса в мини-сериале или телефильме                            | • Сьюзан Блэйкли — «Наступит ли когда-нибудь утро?» (за роль Фрэнсис Фармер)             |                                                                           |
| Лучшая актриса в мини-сериале или телефильме                            | • Блэр Браун — «Кеннеди» (за роль Жаклин Кеннеди)                                        |                                                                           |
| Лучшая актриса в мини-сериале или телефильме                            | • Джина Роулендс — «Ребёнок четверга» (англ.) (за роль Виктории Олден)                   |                                                                           |
| Лучшая актриса в мини-сериале или телефильме                            | • Рэйчел Уорд — «Поющие в терновнике» (за роль Мэгги Клири)                              |                                                                           |
| Лучший актёр второго плана в телесериале, мини-сериале или телефильме   |                                                                                          | • Ричард Кили — «Поющие в терновнике» (за роль Пэдди Клири)               |
| Лучший актёр второго плана в телесериале, мини-сериале или телефильме   | • Брайан Браун — «Поющие в терновнике» (за роль Люка О’Нилла)                            |                                                                           |
| Лучший актёр второго плана в телесериале, мини-сериале или телефильме   | • Джон Хаусман — «Ветры войны» (за роль Аарона Ястроу)                                   |                                                                           |
| Лучший актёр второго плана в телесериале, мини-сериале или телефильме   | • Перри Кинг — «Горячее сердце» (за роль Янка)                                           |                                                                           |
| Лучший актёр второго плана в телесериале, мини-сериале или телефильме   | • Роб Лоу — «Ребёнок четверга» (за роль Сэма Олдена)                                     |                                                                           |
| Лучший актёр второго плана в телесериале, мини-сериале или телефильме   | • Ян-Майкл Винсент — «Ветры войны» (за роль Байрона Генри)                               |                                                                           |
| Лучшая актриса второго плана в телесериале, мини-сериале или телефильме |                                                                                          | • Барбара Стэнвик — «Поющие в терновнике» (за роль Мэри Карсон)           |
| Лучшая актриса второго плана в телесериале, мини-сериале или телефильме | • Полли Холлидей — «Любовный подарок: Рождественская история» (за роль тётушки Минервы)  |                                                                           |
| Лучшая актриса второго плана в телесериале, мини-сериале или телефильме | • Анджела Лэнсбери — «Любовный подарок: Рождественская история»" (за роль Аманды Фенвик) |                                                                           |
| Лучшая актриса второго плана в телесериале, мини-сериале или телефильме | • Пайпер Лори — «Поющие в терновнике» (за роль Анны Мюллер)                              |                                                                           |
| Лучшая актриса второго плана в телесериале, мини-сериале или телефильме | • Джин Симмонс — «Поющие в терновнике» (за роль Фионы «Фи» Клири)                        |                                                                           |
| Лучшая актриса второго плана в телесериале, мини-сериале или телефильме | • Виктория Теннант — «Ветры войны» (за роль Памелы Тадсбери)                             |                                                                           |

### Специальные награды
| Премия Сесиля Б. Де Милля (Награда за вклад в кинематограф) |  | • Пол Ньюман                                                        |
| Мисс «Золотой глобус» 1984 (Символический титул)            |  | • Анита Финч (дочь актёра Питера Финча и балерины Тамары Чинаровой) |